# Marcus Manlius Capitolinus (tribun consulaire en -434)
Pour les articles homonymes, voir Manlius Capitolinus et Manlius Vulso.
Marcus Manlius Capitolinus Vulso est un homme politique de la République romaine, peut-être consul ou tribun consulaire en 434 av. J.-C.

## Famille
Il est membre des Manlii Capitolini, branche de la gens Manlia. Il est possible qu'il ait également porté le cognomen de Vulso. Il est le fils d'un Publius Manlius et son nom complet est Marcus Manlius P.f. Capitolinus Vulso.

## Biographie

### Tribunat consulaire (434)
Il n'est pas bien établi quel type de magistrats élu pour l'année 434 av. J.-C. Tite-Live, qui se base sur un passage de Licinius Macer, donne les noms de deux consuls, les mêmes que l'année précédente, ce qui paraît assez peu probable. Il avance deux autres noms, dont celui de Marcus Manlius Capitolinus, qu'on retrouve chez Diodore de Sicile. Ce dernier ajoute un troisième nom, cité également par le Chronographe de 354, ce qui permet de penser que ce sont en fait des tribuns militaires à pouvoir consulaire qui sont élus cette année-là.
Selon cette dernière hypothèse, les tribuns consulaires pour 434 av. J.-C. sont Marcus Manlius Capitolinus, Servius Cornelius Cossus et Quintus Sulpicius Camerinus.
Durant leur mandat, les tribuns consulaires nomment un dictateur, Mamercus Aemilius Mamercinus, pour faire face à la menace d'une attaque combinée des forces de Faléries et d'Étrurie. Cette même année, le dictateur fait passer une loi limitant le mandat des censeurs à un an et demi.